# Squatina punctata
Squatina punctata — вид рода плоскотелых акул одноимённого семейства отряда скватинообразных. Эти акулы встречаются в юго-западной части Атлантического океана на глубине до 100 м. Максимальная зарегистрированная длина 91 см. У них уплощённые голова и тело, внешне они похожи на скатов, но в отличие от последних жабры скватин расположены по бокам туловища и рот находится в передней части рыла, а не на вентральной поверхности. Эти акулы размножаются путём яйцеживорождения.   Не представляют интереса для коммерческого рыбного промысла. 

## Таксономия
Впервые вид был научно описан в 1936 году. В некоторых источниках Squatina punctata и Squatina guggenheimбыли признаны синонимами. В списке акул, обитающих в водах Бразилии, отмечается, что факт присутствия в этом регионе Squatina guggenheim на самом деле касается Squatina punctata, а описание Squatina occulta относится к описанию Squatina guggenheim сделанному в 1936 году, однако никаких аргументов в пользу этих заявлений приведено не было. На основании исследований митохондриальной ДНК было сделано предположении о присутствии в водах южной Бразилии трёх видов скватинообразных: аргентинской скватины, Squatina guggenheim и Squatina occulta.
В знак признательности за полученные результаты специалисты Комиссии по выживанию акул Международного союза охраны природы подготовили оценку всех видов скватин, номинально обитающих в юго-западной Атлантике: аргентинской скватины,  Squatina guggenheim, Squatina occulta и Squatina punctata.
Видовой эпитет происходит от слова лат. punctatum — «покрытый точками».

## Ареал
Squatina punctata являются эндемиками юго-западной Атлантики и встречаются от Рио-де-Жанейро, Бразилия, до Патагонии, Аргентина. Эти акулы держатся у дна на глубине от 10 до 100. 

## Описание
У Squatina punctata довольно стройное уплощённое тело, широкая плоская голова с коротким закруглённым рылом и характерные для скватин широкие крыловидные грудные и брюшные плавники. Спинные плавники сильно сдвинуты к хвосту. Хвостовой плавник короткий.

## Биология
Squatina punctata размножаются яйцеживорождением. В помёте от 3 до 8 новорожденных. Репродуктивный цикл двухгодичный. Самцы и самки достигают половой зрелости при длине 70—80 см. Максимальная зарегистрированная длина 92 см. Весной эти акулы перемещаются на мелководье, где происходят роды.

## Взаимодействие с человеком
Вид не представляет интереса для коммерческого рыбного промысла. В качестве прилова эти акулы попадаются в донные тралы и жаберные сети. Медленный цикл воспроизводства делает скватин чувствительными к интенсивному промыслу, локальные популяции быстро истощаются. Международный союз охраны природы присвоил этому виду статус «Вымирающий». 